# Richard Davis Anderson
Richard Davis Anderson, Sr. (17 de febrero de 1922 - 4 de marzo de 2008) fue un matemático estadounidense, conocido internacionalmente por su trabajo en topología de dimensión infinita. Gran parte de sus primeros trabajos se centraron en pruebas sobre espacios de Hilbert y el cubo de Hilbert.

## Semblanza
Richard Anderson y su hermano gemelo, John, nacieron en 1922 en Hamden (Connecticut). Recibió una licenciatura en matemáticas de la Universidad de Minnesota en 1941, después de solo dos años matriculado. Continuó sus estudios de posgrado en la Universidad de Texas en Austin, donde estudió con R. L. Moore. Su trabajo de posgrado fue interrumpido por la Segunda Guerra Mundial. Dos días después del ataque japonés a Pearl Harbor, se alistó en la Armada de los Estados Unidos. Durante su período en la Marina de los EE. UU., sirvió en el USS Rocky Mount. Después de regresar de la guerra, terminó su trabajo doctoral en la Universidad de Texas en Austin y pasó a enseñar matemáticas en la Universidad de Pensilvania, donde ocupó los rangos de instructor, profesor asistente y profesor asociado (de 1951 a 1956). Durante este tiempo también pasó dos años (los cursos académicos 1951-1952 y 1955-1956) en el Instituto de Estudios Avanzados en Princeton. Posteriormente, aceptó un puesto en la Universidad Estatal de Luisiana, donde se convirtió en el primer profesor Boyd de matemáticas de la universidad (el Boyd Professor es el docente con el rango más alto de la Universidad Estatal de Luisiana).

## Cargos y reconocimientos
- Vicepresidente de la American Mathematical Society en 1972 y 1973.
- Presidente del Mathematical Association of America en 1981 y 1982.[5]
- Presidente del Consejo de Presidentes de Sociedades Científicas en 1984.
- Premio al Servicio Distinguido en Matemáticas de la Mathematical Association of America en 1978.
- Medalla Bolzano de la Academia de Ciencias de Checoslovaquia en 1981.
- Conferenciante invitado en congresos y coloquios en numerosos lugares de EE. UU. y en ciudades de otros 21 países.
  - Orador invitado en el ICM de 1970 en Niza.[6]

## Lectura adicional
- Straley, Tina (May–June 2008). «Remembering Richard Anderson». MAA Focus (Washington, DC: Mathematical Association of America) 28 (5): 26-28. ISSN 0731-2040. Archivado desde el original el 30 de octubre de 2008. Consultado el 5 de junio de 2009. Entrevista con Anderson y reminiscencias de sus compañeros.

- Datos: Q7325119